# Torquhil Campbell, 13. Hertug af Argyll
Torquhil Ian Campbell, 13. og 6. Hertug af Argyll (født 29. maj 1968), kendt som Jarl af Campbell før 1973 og som Markis af Lorne mellem 1973 og 2001, er en skotsk hereditary peer, godsejer og jordbesidder. Torquhil Campbell er den nuværende Chief (Høvding) af Clan Campell.
Familiens hoved-sæde er Inveraray Castle, selvom hertugen og hertuginden bruger meget af deres tid i andre boliger, herunder en i vest London.

## Biografi
Torquhil Campbell er søn af Sir Ian Campbell, 12. Hertug af Argyll og Iona Mary Colquhoun, datter af Sir Ivar Iain Colquhoun 8. Baronet Colquhoun, af Luss, Chief (Høvding) af Clan Colquhoun.
Fra 1980-1983 var han en æres-page til Hendes Majestæt Dronning Elizabeth 2. Hertugen blev uddannet på Glenalmond College, Perthshire, Skotland, ligesom hans far før ham. Han gik derefter på Royal Agricultural College, Cirencester, hvor han blev tildelt et eksamensbevis i gods- og jordadministration. Han tog en stilling som assistent land Agent for hertugen af Buccleuch på 'Buccleuch Estates' i nærheden af Selkirk i de skotske grænser, hvor han blev fra 1991 til 1993. De følgende to år tilbragte han i London, og arbejdede som salgschef for Grosvenor House Hotel. I 1995 blev han ansat i det franske selskab Pernod Ricard, som han stadig er tilknyttet.
Blandt hans 29 titler er: Mester for den kongelige husholdning i Skotland, Admiral af de vestlige kyster og øer, samt Chief af Clan Campbell.
Han er kaptajn af Skotlands nationale elefant polo hold, der vandt i 2004 og 2005, World Elephant Polo Association World Championships. Han repræsenterer Pernod Ricard Distillery, med at promovere skotsk whisky. Han er en æresborger i City of London og en liveryman (En liveryman er et fuldgyldigt medlem af deres respektive virksomhed) af firmaet Worshipful Company of Distillers.
Torquhil Campbell er den 28. 'Mac Cailein Mòr' (betyder; Stor søn af Colin, som var grundlæggeren af klanen), og den 35. Chief (Høvding) af Clan Campell, som historisk set var den største og mest magtfulde af højlandets klaner. Clan Campbell er den største skotske klan i verden med et anslået 12 millioner mennesker.

## Ægteskab, Bryllup og Børn[6]
Sir Torquhil Ian Campbell, den 13. Hertug af Argyll, ældste søn af den afdøde Sir Ian Campbell, 12. Hertug af Argyll og Hertuginden af Argyll, Iona Mary Colquhoun, og Miss Eleanor Cadbury blev gift i 1400-tallet St. Mary's Church, Fairford, Gloucestershire, England. 
Hendes Nåde, Hertuginden af Argyll blev født Eleanor Cadbury den 26. Januar 1973 i London, England. Hun er datter af Mr. Peter Hugh George Cadbury, Fairford, co Gloucester, tidligere formand for Close Brothers Corporate Finance og hans kone den tidligere Sally Strouvelle, datter af Peter Frederik Strouvelle.
Ved brylluppet bar Eleanor Cadbury, der er en fætter af familien, som grundlagde Cadbury chocolate imperiet, en fløde kjole og frakke, mens hun holdt en matchende buket af fløde roser. Hertugen havde familien Campbell klanmønster (Tartan) på.
Parret har sammen 3 børn, de er:
- Archie Frederick Campbell, Markis af Lorne f. 9 Mar 2004
- Lord Rory James Campbell f. 3 Feb 2006
- Lady Charlotte Mary Campbell f. 29 Oct 2008

## Jordbesiddelser, Rigdom og Residens
Som Hertug af Argyll ejer Torquhil Campbell også hertugdømmet Argyll's jordbesiddelser, som er ca. 60,000 acres (ca. 24,281 hektar) i Skotland. Jordbesiddelserne er værdiansat til omkring £12.500.000 i 2001
Mens Campbell familie-godset er Inveraray Castle og Torquhil Campell's familie hjem, bor og arbejder de i London, men bruger deres fritid og ferier i Skotland.

## Titler og titulering[10]
- 29 maj 1968 – 7. April 1973: Jarl af Campbell
- 7 April 1973 – 21 April 2001: Markis af Lorne
- 21 April 2001 – Nu: Hans Nåde Hertugen af Argyll

De ovenstående titler er hertugens titulerings-titler, men hertugerne af Argyll har i alt 19 titler, de er:
- 13. Hertug af Argyll (i Den Skotske Adelskalender)
- 6. Hertug af Argyll (i Det Forenede Kongeriges Adelskalender)
- 13. Markis af Kintyre og Lorne
- 22. Jarl of Argyll
- 13. Jarl of Campbell og Cowall
- 13. Viscomte Lochaw og Glenyla
- 23. Lord Campbell
- 22. Lord Lorne
- 16. Lord Kintyre
- 13. Lord Inverary, Mull, Morvern og Tirie
- 9. Baron Sundridge, fra Coom

De nedenstående titler er titler bevilliget af kongerne og dronninger af Skotland og England, som ikke er i adelskalenderen.
- Chief of the Name and Arms of Campbell
- Hereditary Great Master of the Household in Scotland
- Hereditary Keeper of the Great Seal of Scotland
- Hereditary Admiral of the Western Coasts and Isles
- Hereditary Keeper of Dunstaffnage, Carrick, Tarbert, and Dunoon Castles
- Hereditary Sheriff of Argyll
- Member Queen's Body Guard for Scotland
- Member Royal Company of Archers
- High Sheriff of Argyllshire